# La Revanche de Roger la Honte
Série
Roger la Honte
(1946)
Pour plus de détails, voir Fiche technique et Distribution.
La Revanche de Roger la Honte est un film français réalisé par André Cayatte, sorti en 1946, d'après le roman éponyme de Jules Mary, dont les deux volumes ont été publiés en 1887 et 1889.
C'est la suite de Roger la Honte, du même réalisateur, tourné la même année.

## Synopsis
Le début du film résume le film précédent : à la fin du XIXe siècle, Roger Laroque, un constructeur automobile ruiné par un financier et condamné à tort pour son meurtre, a réussi à s'évader et a émigré au Canada avec sa fille, alors qu'on l'a cru noyé lors de l'évasion. Redevenu industriel, il y a fait fortune sous le nom de William Farnell, mais douze ans plus tard, il se rend compte que sa fille l'a cru coupable tout ce temps et il décide de rentrer pour faire éclater la vérité. Entre-temps, son ancienne maîtresse, Julia de Noirville, qui l'a trahie, a épousé le banquier Terrenoire, qui racheté les usines Laroque.  
Or, Suzy, la fille de Roger, et Raymond (qui ignore qui elle est réellement), le fils de Julia, se rencontrent à l'occasion d'une course automobile et tombent amoureux. Le baron de Cé détient une lettre de Julia révélant que Paul Luversan est le meurtrier et qu'elle l'a couvert. Il la fait chanter depuis longtemps pour financer son journal. Julia refusant toujours de le disculper, Laroque demande à rencontrer Terrenoire. Luversan, habile tireur, le provoque alors en duel pour se débarrasser de lui avant qu'il parle.  
Mais quand Julia apprend que Suzy est la fille de Laroque, elle est ébranlée.  

## Fiche technique
- Réalisateur : André Cayatte
- Scénario : André Cayatte et Charles Spaak, d'après le roman éponyme de Jules Mary, Editions Jules Rouff, Paris, 1887-1889
- Photographie : Armand Thirard
- Musique : René Sylviano
- Son : René Louge
- Décors : Jacques Colombier
- Costumes : Rosine Delamare et Georgette Fillon (non créditée)
- Montage : Germaine Fouquet et Christian Gaudin (non crédité)
- Production : Ayres d'Aguiar
- Format : Son mono - Noir et blanc - 35 mm  - 1,37:1
- Genre : Film dramatique
- Durée : 90 minutes
- Visa de censure : N° 4109 (Tous publics)
- Date de sortie : 
  - France - 23 octobre 1946
- Affiches : Claire Finel, Guy-Gérard Noël, Pierre Pigeot (France)

## Distribution
- Lucien Coëdel : Roger Laroque, alias William Farnell
- Paul Bernard : Paul Luversan
- Maria Casarès : Julia de Noirville
- Louis Salou : le commissaire Lacroix
- Jean Tissier : le baron de Cé
- Jean Desailly : Raymond de Noirville
- André Gabriello : Pivolot
- Rellys : Tristot
- Simone Valère : Suzanne
- Paulette Dubost : Victoire
- Odette Barencey
- Lucien Blondeau
- Dandy
- Jean Diéner
- Émile Drain : le chirurgien
- Luce Fabiole
- Paul Faivre : Champagnon
- Paul Forget
- Gustave Gallet
- Jean Giltène
- Lucien Hector
- Léon Larive
- Albert Malbert
- Sinoël